# 벤티볼리오 가
벤티볼리오 가문(Bentivoglio, (라틴어: Bentivoius)은 르네상스 기간 동안 정치적 자치권을 지녔던 사실상의 볼로냐의 통치자로 군림했었던 이탈리아의 귀족 가문이다.

## 역사
벤티볼리오 가문의 존재는 1323년 볼로냐의 기록에서 처음 언급된다. 본래 가문의 명칭은 볼로냐 인근의 성에서 유래했으며, 신성 로마 제국 황제 프리드리히 2세의 사생아인 사르데냐의 왕 엔초 디 사르데냐의 후손이라고 주장하였다.
14세기 동안에 가문은 볼로냐의 노동자 길드에 속해있었으며, 친 교황 세력인 구엘프 파의 우두머리로서 힘을 키워왔다.

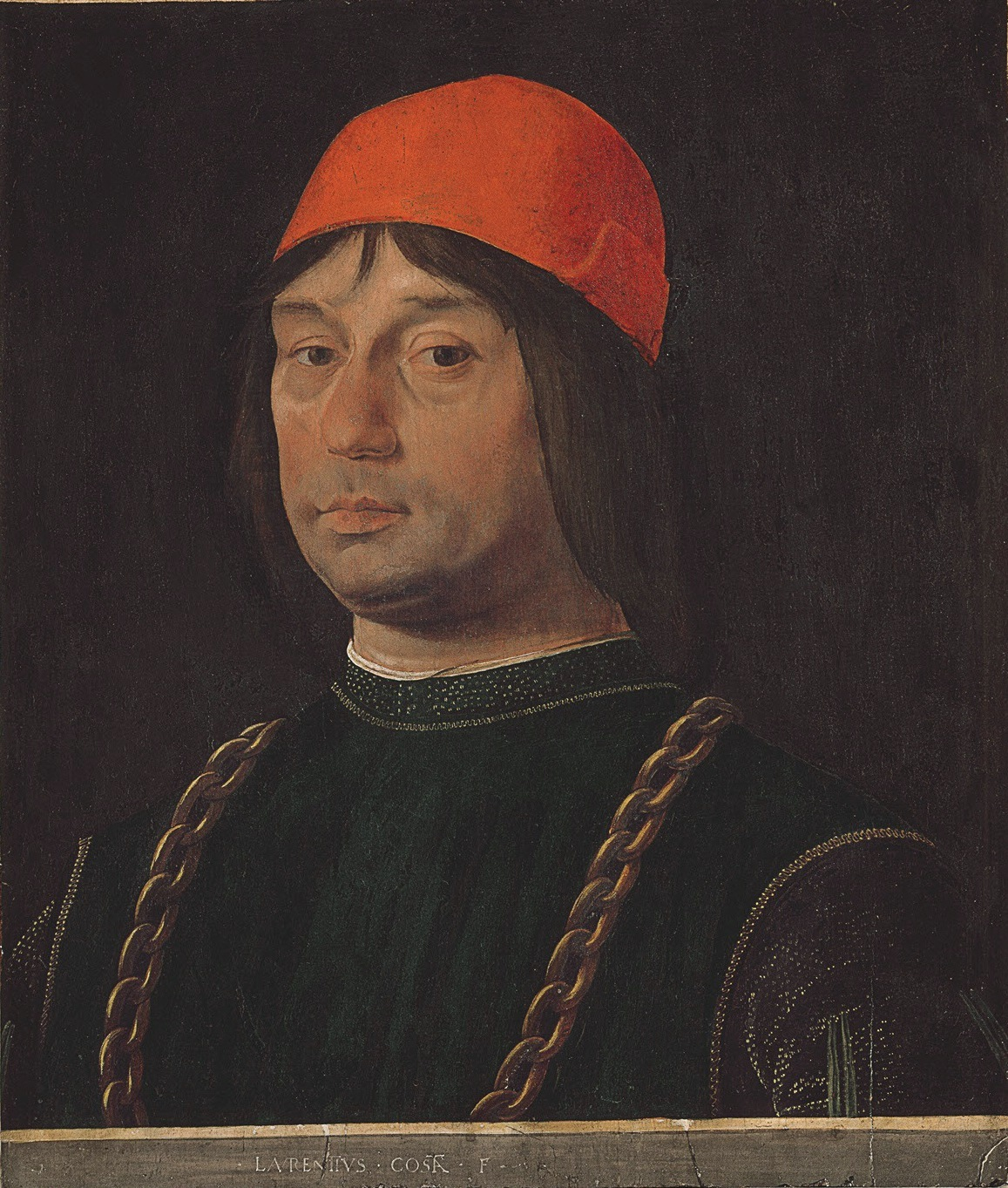
조반니 2세 벤티볼리오.

조반니 1세 벤티볼리오가 볼로냐의 세력 다툼에 둘러싸인 가운데, 잔 갈레아초 비스콘티의 도움을 통해, 1401년 3월 14일에 스스로를 시뇨레이자 곤팔로니에레 디 주스티치아라고 선언하였다. 잔 갈레아초가 적대적으로 돌아서고나서, 조반니는 카살레키오 전투에서 패배하고 전사하였고 산 자코모 마조레(San Giacomo Maggiore) 성당에 안치되었다.
이후 몇 십년 간, 볼로냐의 정치적 지위와 가문의 성쇠는 점칠 수가 없었다. 조반니 1세의 아들 안톤 갈레아초는 1420년에 볼로냐에서 약간의 권력을 지녔던 대륙법 교수였으나, 금세 타도당하였다. 그리고 그는 콘도티에로가 되었으나, 1435년 12월 23일 커져가던 그의 힘을 두려워하던 교황의 수행원들에게 암살당한다(그는 12월에 볼로냐로 돌아왔었다). 그의 통치 시기에 벤티볼리오 가문은 카스텔볼로녜세 영지를 얻었다.
1438년에 안톤 갈레아초의 아들로 추정되는 안니발레 1세(그의 어머니 리나 카니자니[Lina Canigiani]는 아들의 아버지가 불확실하다고 말했었고 주사위를 통해 정했다고 한다)는 교황청을 상대로 반란을 일으켰다. 그는 밀라노의 비스콘티와 화친을 맺으려 하였고 교황에게는 볼로냐가 그의 통치하가 아니라는 걸 설득시키려 하였다. 1442년에 비스콘티가의 콘도티에로 니콜로 피치니노가 바라노(Varano)에서 안니발레와 그의 추종자들을 감금시켰으나 1442년에 갈레아초 마레스코티(Galeazzo Marescotti)에 의해 풀려난다. 안니발레가 볼로냐로 돌아가던 때, 볼로냐 정부의 권력자들은 벤티볼리오 가문의 정치적 중요성을 확인하며, 그를 받아들였다. 하지만 안니발레는 1445년 6월 24일에 교황 에우제니오 4세의 지원을 받던 정적인 바티스타 카네스키(Battista Canneschi)에게 암살당한다.
그의 자리는 의심쩍은 아버지와 기원을 지녔지만 안니발레 1세의 친척인 에르콜레 벤티볼리오의 아들로 인정 받은 산테 1세(1426-1463)가 이어받았다. 본래 피렌체의 양모 길드의 도제였던 산테는 1442년부터 볼로냐의 시뇨레로서 통치를 해왔다. 코시모 데 메디치의 후원 하에, 산테 벤티볼리오는 잠깐의 정치적 평온을 제공받았다. 항상 법적으로는 교황의 통치권하에 있던 볼로냐는 사실 약간의 자치권을 지녔었고 지주층인 귀족들과 부유한 이들, 고위 교황청 관료들로 구성된 지역 의회와 함께 봉건적 형태의 제도를 되살렸다. 볼로냐는 항상 베네치아와 밀라노, 피렌체와의 관계를 강화하였다.
산테의 자리를 이어받은, 안니발레의 아들인 조반니 2세는 볼로냐의 실질적 참주로서 통치를 하였다. 1506년에 벤티볼리오 가문은 조반니 2세가 교황 줄리오 2세로부터 볼로냐에서 추방당하며 파멸을 겪었다.
조반니 2세의 아들, 안니발레 2세는 1487년에 페라라의 공작 에르콜레의 사생아 딸 루크레치아 데스테와 혼인했다. 그는 콘도티에로로서 활동했다. 율리오 2세를 상대로 한 폭동에서, 그는 프랑스의 도움으로 볼로냐에 재입성했지만 단 일년만을 통치했다. 그는 기슬리에리(Ghislieri)와 카네톨리(Canetoli) 같은 다른 경쟁 가문들에게 시기를 받았고, 곧 암살당하고 만다.
안니발레는 그의 가문의 마지막 통치자였다. 망명 중에 벤티볼리오 가문은 페라라에 정착하여 몇몇 고위 성직자들을 배출해냈다.

## 볼로냐의 통치자
볼로냐를 통치했던 벤티볼리오 가문 구성원
- 조반니 1세 : 1401년 - 1402년 통치.
- 안니발레 1세 : 1442년 피살.
- 산테 (1426-1463); 1442-1462년 통치.
- 조반니 2세 (1440-1508) : 1462년부터 교황 율리오 2세에게 추방당한 1506년까지 통치.
- 안니발레 2세 : 1511년 프랑스의 도움으로 볼로냐에 재입성했지만 1년만을 통치하고 암살당함.

## 다른 유명한 구성원
산테 1세의 아버지로 추정되는 에르콜레 벤티볼리오는 망명 중에 피렌체와 페라라에서 거주를 하며, 치즈의 의학적 가치를 극대로 극찬한 영양사에 관한 장편의 시를 저술했다. 그는 또한 풍작 작품을 다루기도 하였다.
1506년에 볼로냐에서 추방당한 벤티볼리오 가문은 페라라에 정착하였고, 몇몇 고위 성직자들을 배출해냈다. 그들은 다음과 같다:
- 줄리오 벤티볼리오 추기경 (1579-1644) : 갈릴레오의 제자이기도 하여, 그의 비난을 수용했던 종교 재판관중 한 명이였다. 교황청 외교관이며 네덜란드 반란을 담은 그의 서적 Della Guerra di Fiandra.의 저자인 역사가이기도 하다.
- 코르넬리오 벤티볼리오 추기경 (1668-1732).

조반니 2세의 셋째 아들인 알레산드로 벤티볼리오는 이폴리타 스포르차와 결혼하여, 마지막 밀라노 공작의 고문이자 후에 롬바르디아 족에서 기원한 그의 가문을 통해서 밀라노의 총독이 되기도 하였다.
최근의 유명 가문 구성원은 20세기 배우인 갈레아초 벤티이다.